# Coupe de France 1919/20

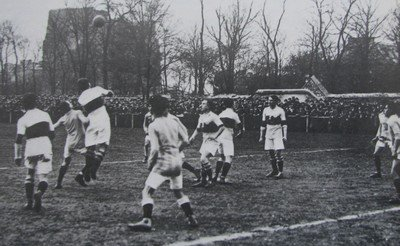
Finale van de Coupe de France 1919/20

Het seizoen 1919/20 was het derde seizoen van de Coupe de France in het voetbal. Dit was de eerste editie die door de pas opgerichte Fédération Française de Football Association (FFFA) werd georganiseerd.
Aan deze editie namen 114 clubs deel (55 meer dan aan de tweede editie). Het toernooi ging op 2 november 1919 van start met 100 clubs in de eerste ronde. De finale werd gespeeld op 9 mei 1920 in het Stade Bergeyre in Parijs. De zege ging naar CA Paris die Le Havre AC met 2-1 versloeg.

## Uitslagen

### 1/32e finale
De wedstrijden werden op 7 december 1919 gespeeld.
| Winnaar               | Uitslag       | Verliezer              |
| --------------------- | ------------- | ---------------------- |
| CA Paris              | 6-2           | CO Billancourt         |
| Le Havre AC           | 2-1           | Stade Français         |
| VGA Médoc             | 6-1           | SA Bordeaux            |
| AS Cannes             | 0-0 nv; 4-0   | SC Marseille           |
| Red Star Amical Club  | 8-0           | JA Levallois           |
| USA Clichy            | 4-1           | Étoile des Deux Lacs   |
| CASG Paris            | 12-0          | FC Paris               |
| Olympique Lille       | 7-0           | AS Creil               |
| US Saint-Servan       | niet gespeeld | AS Brest               |
| FEC Levallois         | 2-0           | US Asnières            |
| Stade Bordeaux        | 9-0           | Stade Dinan            |
| Racing Club de France | 1-0           | FC Dieppe              |
| Stade Rennes          | 4-0           | Stade Toulouse         |
| FC Rouen              | 4-0           | AF La Garenne-Colombes |
| Gallia Club Paris     | niet gespeeld | Club Français          |
| Olympique Paris       | 8-1           | UA Chantier            |

| Winnaar              | Uitslag       | Verliezer                    |
| -------------------- | ------------- | ---------------------------- |
| US Romillone         | 2-0           | SS Stade Jean Macé (Troyes)  |
| SGPM Caen            | 2-1           | SM Caen                      |
| SO Montpellier       | *             | FC Cette                     |
| Olympique Marseille  | 5-1           | FC Lyon                      |
| JA Saint-Ouen        | 2-0           | Légion Saint-Michel (Parijs) |
| ASPO Châteauroux     | 5-1           | Étoile Sportive Tours        |
| AVS Auxerre          | 7-2           | US Troyes                    |
| AS Française Paris   | niet gespeeld | Arago Sports Orléans         |
| Cadets Bretagne      | 3-2           | Stade Laval                  |
| Enghien Sports       | 2-1           | CA Vitry                     |
| CS Jean Bouin Angers | 3-2           | US Le Mans                   |
| US Boulogne          | 2-1           | US Tourcoing                 |
| SC Bastidienne       | 5-1           | Jeanne d’Arc Angoulême       |
| AS Strasbourg        | 7-2           | FC Mulhouse                  |
| RC Roubaix           | 5-1           | Stade Roubaix                |
| CS Terreaux Lyon     | 1-0           | Lyon OU                      |

### 1/16e finale
De wedstrijden werden op 1 (Stade Bordeaux-Bastidienne) en 4 januari 1920 gespeeld.
| Winnaar              | Uitslag | Verliezer           |
| -------------------- | ------- | ------------------- |
| CA Paris             | 8-0     | US Romillone        |
| Le Havre AC          | 6-0     | SGPM Caen           |
| VGA Médoc            | 2-0     | SO Montpellier      |
| AS Cannes            | 2-0     | Olympique Marseille |
| Red Star Amical Club | 1-0     | JA Saint-Ouen       |
| USA Clichy           | 7-1     | ASPO Châteauroux    |
| CASG Paris           | 7-1     | AVS Auxerre         |
| Olympique Lille      | 3-1     | AS Française Paris  |

| Winnaar               | Uitslag | Verliezer            |
| --------------------- | ------- | -------------------- |
| US Saint-Servan       | 2-1     | Cadets Bretagne      |
| FEC Levallois         | 2-0     | Enghien Sports       |
| Stade Bordeaux        | 3-1     | SC Bastidienne       |
| Racing Club de France | 4-0     | AS Strasbourg        |
| Stade Rennes          | 1-1     | CS Jean Bouin Angers |
| FC Rouen              | 1-0     | US Boulogne          |
| Gallia Club Paris     | 2-1     | RC Roubaix           |
| Olympique Paris       | 7-1     | CS Terreaux Lyon     |

### 1/8 finale
De wedstrijden werden op 1 februari 1920 gespeeld.
| Winnaar     | Uitslag | Verliezer             |
| ----------- | ------- | --------------------- |
| CA Paris    | 3-2     | US Saint-Servan       |
| Le Havre AC | 2-1     | FEC Levallois         |
| VGA Médoc   | 3-0     | Stade Bordeaux        |
| AS Cannes   | 1-0     | Racing Club de France |

| Winnaar              | Uitslag | Verliezer         |
| -------------------- | ------- | ----------------- |
| Red Star Amical Club | 3-1     | Stade Rennes      |
| USA Clichy           | 1-0     | FC Rouen          |
| CASG Paris           | 5-0     | Gallia Club Paris |
| Olympique Lille      | 2-1     | Olympique Paris   |

### Kwartfinale
De wedstrijden werden op 7 maart 1920 gespeeld, de beslissingswedstrijd op 21 maart.
| Winnaar     | Uitslag     | Verliezer            |
| ----------- | ----------- | -------------------- |
| CA Paris    | 1-1 nv; 2-0 | Red Star Amical Club |
| Le Havre AC | 3-2         | USA Clichy           |
| VGA Médoc   | 3-0         | CASG Paris           |
| AS Cannes   | 2-1         | Olympique Lille      |

### Halve finale
De wedstrijden werden op 11 april 1920 gespeeld.
| Winnaar     | Uitslag | Verliezer |
| ----------- | ------- | --------- |
| CA Paris    | 2-1     | VGA Médoc |
| Le Havre AC | 2-0 nv  | AS Cannes |

### Finale
De wedstrijd werd op 9 mei 1920 gespeeld in het Stade Bergeyre in Parijs voor 7.000 toeschouwers. De wedstrijd stond onder leiding van scheidsrechter Edmond Gérardin.
| Winnaar                   | Uitslag | Finalist      |
| ------------------------- | ------- | ------------- |
| CA Paris                  | 2-1     | Le Havre AC   |
| Henri Bard (s) Henri Bard |         | Alfred Thorel |

## In beeld

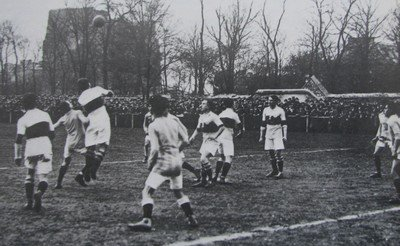
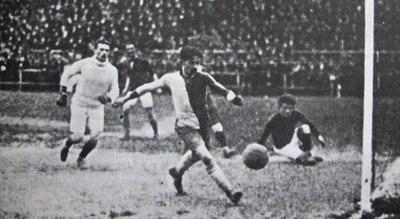

1917/18 · 1918/19 · 1919/20 · 1920/21 · 1921/22 · 1922/23 · 1923/24 · 1924/25 · 1925/26 · 1926/27 · 1927/28 · 1928/29 · 1929/30 · 1930/31 · 1931/32 · 1932/33 · 1933/34 · 1934/35 · 1935/36 · 1936/37 · 1937/38 · 1938/39 · 1939/40 · 1940/41 · 1941/42 · 1942/43 · 1943/44 · 1944/45 · 1945/46 · 1946/47 · 1947/48 · 1948/49 · 1949/50 · 1950/51 · 1951/52 · 1952/53 · 1953/54 · 1954/55 · 1955/56 · 1956/57 · 1957/58 · 1958/59 · 1959/60 · 1960/61 · 1961/62 · 1962/63 · 1963/64 · 1964/65 · 1965/66 · 1966/67 · 1967/68 · 1968/69 · 1969/70 · 1970/71 · 1971/72 · 1972/73 · 1973/74 · 1974/75 · 1975/76 · 1976/77 · 1977/78 · 1978/79 · 1979/80 · 1980/81 · 1981/82 · 1982/83 · 1983/84 · 1984/85 · 1985/86 · 1986/87 · 1987/88 · 1988/89 · 1989/90 · 1990/91 · 1991/92 · 1992/93 · 1993/94 · 1994/95 · 1995/96 · 1996/97 · 1997/98 · 1998/99 · 1999/00 · 2000/01 · 2001/02 · 2002/03 · 2003/04 · 2004/05 · 2005/06 · 2006/07 · 2007/08 · 2008/09 · 2009/10 · 2010/11 · 2011/12 · 2012/13 · 2013/14 · 2014/15 · 2015/16 · 2016/17 · 2017/18 · 2018/19 · 2019/20 · 2020/21 · 
2021/22 · 2022/23 · 2023/24 · 2024/25 ·